# Células Revolucionarias
Las Células Revolucionarias (en alemán: Revolutionäre Zellen, también conocidas por su acrónimo RZ) fueron una organización armada de izquierda revolucionaria de la Alemania Occidental activa durante las décadas de 1970 y de 1980 respectivamente. Efectuando numerosos atentados con artefactos explosivos, asaltos a sucursales bancarias y diversas acciones violentas, las Células Revolucionarias a diferencia de otros grupos como la RAF se caracterizó por su estructuración orgánica descentralizada, operando principalmente en la forma de grupos de afinidad de un reducido número de miembros, y con una gran autonomía entre estos. Cabe destacar que pese a ser una organización menos conocida, a diferencia de la RAF, las RZ se destacaron por su capacidad de evasión a las autoridades policiales alemanas de la época, contando con escasas aprehensiones a militantes del grupo a lo largo de su existencia.

## Historia
Esta organización surgió a principios de los setenta, fundada por tres estudiantes radicales de la Universidad Fráncfort del Meno, ellos fueron Wilfried Böse (a) Boni, quien era su máximo líder, Johannes Weinrich (a) Steve, segundo al mando y Brigitte Kuhlmann (a) Antoine, quien era compañera sentimental de Böse.  La intención del grupo era crear grupos de militantes independientes de tendencia Marxista pero sin la necesidad de un partido único socialista, es decir opuestos al Leninismo. Sumaron además a la agrupación feminista Rote Zora, que era de igual tendencia en apoyo a la lucha armada en Alemania, pero compuesto únicamente con mujeres. 
Al contrario que la Fracción del Ejército Rojo, RZ fue organizada en células de unas cinco personas aproximadamente, y fue muy difícil para los servicios federales y policiales encontrar relación entre ellas. Mientras que la RAF creyó que sus miembros tenían que vivir vidas enteramente clandestinas, RZ era partidario de que sus militantes aparentaran una vida normal y estuvieran integrados en la sociedad. Tras la disolución de la Unión Soviética, RZ no volvió a actuar más y se considera que se autodisolvió.

## Atentados
El número de atentados perpetrados por el grupo no es conocido porque RZ no reconocía sus acciones. El 4 de julio de 1976, dos militantes de RZ asociados con el FPLP-Maniobras Externas, Brigitte Kuhlmann y Wilfried Böse, participaron en el secuestro del vuelo 139 de Air France. Resultaron muertos  en la operación de rescate, tanto Wilfried Böse, como Kuhlmann, en la que después se denominaría la Operación Entebbe, por Sayeret Matkal.
Esto marcó el fin de la vida operativa del grupo, pues el líder y cofundador sobreviviente, Johannes Weinrich se asoció a Ilich Ramírez (a) Carlos, e integró su grupo en el denominado "Grupo Carlos", poniendo a la  orden de este grupo al resto de la red de apoyo de las Células Revolucionarias. La ausencia de Weinrich en Alemania, provocó la distensión y relajamiento de la disciplina del grupo, el cual se fue haciendo inactivo.
La última actividad atribuida a las Células Revolucionarias, fue la colocación de dos bombas, una en el Aeropuerto y otra en una estructura federal de la antigua Alemania del Este, el año 1993, aunque sin mayores consecuencias.